# Prince Royce

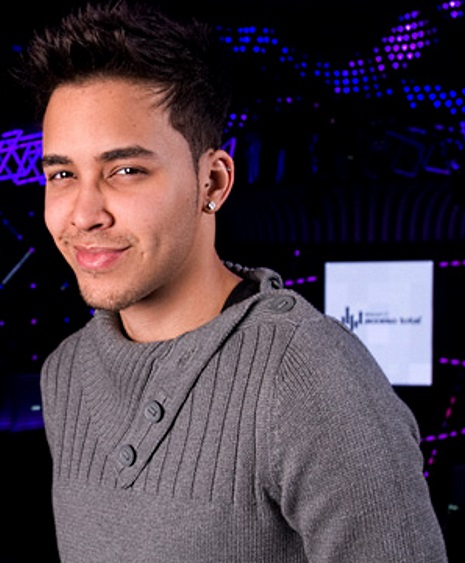
Prince Royce (2012)

Prince Royce (* 11. Mai 1989 in New York, bürgerlich Geoffrey Royce Rojas de Leon) ist ein Latin-Pop-Sänger dominikanischer Herkunft.

## Karriere
Geoffrey Royce Rojas ist der Sohn von Einwanderern aus der Dominikanischen Republik. Mit 20 Jahren veröffentlichte er sein Debütalbum mit seinem Künstlernamen Prince Royce als Titel. Mit einer englisch-spanischen Version des Klassikers Stand by Me von Ben E. King erregte er Ende 2009 bereits große Aufmerksamkeit und kam damit in die Top Ten der Latin-Charts. Seine zweite Single Corazon sin cara erreichte sogar Platz 1 dieser Charts. Sein Debütalbum, das sich zuerst zögerlich verkaufte, stieg daraufhin bis auf Platz 77 der Billboard-200-Charts und hielt sich über 40 Wochen in den Top 200. Es verkaufte sich über drei Millionen Mal und wurde mit 3× Platin ausgezeichnet.
Im Jahr darauf sang er mit der mexikanischen Band Maná das Lied El verdadero amor perdona ein und kam damit erneut auf Platz eins der Latin-Charts. Eine weitere Zusammenarbeit in diesem Jahr, Ven conmigo mit Daddy Yankee, war ein weiterer Top-Ten-Hit. Sein dritter Spitzenreiter folgte ein weiteres Jahr später mit Las cosas pequeñas. Es war die erste Single aus seinem zweiten Album Phase II, das 2012 in den offiziellen Verkaufscharts bis auf Platz 16 kam und wieder ein Millionenseller war (Platin). Mit Incondicional und Te me vas enthielt es noch zwei weitere Hitsingles, die beide Platz zwei der Latin-Charts erreichten.
Vor der Veröffentlichung seines dritten Studioalbums wechselte Prince Royce zu Sony Music. Soy el mismo wurde 2013 international veröffentlicht und war beispielsweise auch in Spanien erfolgreich. In den US-Latincharts war es sein drittes Nummer-eins-Album und mit Platz 14 in den Billboard 200 erreichte er seine bis dahin höchste Platzierung. Es wurde ebenfalls mit Platin ausgezeichnet. Besonders erfolgreich war auch die Single Darte un beso, seine vierte Latin-Nummer-eins, die auch zwölf Wochen in den offiziellen US-Singlecharts blieb. Sie erhielt eine Auszeichnung über 3× Platin.
Nach einem ruhigeren Jahr kehrte er 2015 mit Kollaborationen mit US-Rap- und R&B-Musikern in die Charts zurück. Anfang des Jahres erreichte er zusammen mit Snoop Dogg und der Single Stuck on a Feeling Platz 43 der Hot 100, seine bis dahin beste Platzierung in den offiziellen Charts. Ein weiterer Charterfolg kam im Sommer zusammen mit Jennifer Lopez und Pitbull und dem Song Back It Up. Am 24. Juli 2015 erschien sein neues Album Double Vision. Bereits im Vorfeld veröffentlichte er einige Songs, die sich auf dem Album befinden.
Seit 2011 führt Royce eine Beziehung mit der Schauspielerin Emeraude Toubia, die jedoch erst im April 2016 offiziell bestätigt wurde.
Songs von Prince Royce (Darte un beso, Deja Vu) werden oft und gerne auf Bachata-Partys in aller Welt gespielt, auf denen er hin und wieder auch auftritt.

## Diskografie
Studioalben

| Jahr | Titel Musiklabel                 | Höchstplatzierung, Gesamtwochen, AuszeichnungChartplatzierungen (Jahr, Titel, Musiklabel, Platzierungen, Wochen, Auszeichnungen, Anmerkungen) | Höchstplatzierung, Gesamtwochen, AuszeichnungChartplatzierungen (Jahr, Titel, Musiklabel, Platzierungen, Wochen, Auszeichnungen, Anmerkungen) | Höchstplatzierung, Gesamtwochen, AuszeichnungChartplatzierungen (Jahr, Titel, Musiklabel, Platzierungen, Wochen, Auszeichnungen, Anmerkungen) | Höchstplatzierung, Gesamtwochen, AuszeichnungChartplatzierungen (Jahr, Titel, Musiklabel, Platzierungen, Wochen, Auszeichnungen, Anmerkungen) | Anmerkungen                                                                     |
| Jahr | Titel Musiklabel                 | CH | US | Latin | ES | Anmerkungen                                                                     |
| ---- | -------------------------------- | --- | --- | --- | --- | ------------------------------------------------------------------------------- |
| 2010 | Prince Royce Sony Music Latin    | — | US77 (41 Wo.)US | Latin1 ×3Diamant + Dreifachplatin · (141 Wo.)Latin                                                                                            | — | Erstveröffentlichung: 2. März 2010 Verkäufe: 780.000; Charteinstieg US: 2013    |
| 2012 | Phase II Sony Music Latin        | — | US16 (10 Wo.)US | Latin1 Platin · (78 Wo.)Latin | — | Erstveröffentlichung: 10. April 2012 Verkäufe: 60.000                           |
| 2013 | Soy el mismo Sony Music Latin    | — | US14 (5 Wo.)US | Latin1 ×8Achtfachplatin · (129 Wo.)Latin | ES84 (1 Wo.)ES | Erstveröffentlichung: 8. Oktober 2013 Verkäufe: 510.000                         |
| 2015 | Double Vision Sony Music Latin   | — | US21 (2 Wo.)US | Latin— ×2DoppelplatinLatin | — | Erstveröffentlichung: 24. Juli 2015 Verkäufe: 120.000; englischsprachiges Album |
| 2017 | Five Sony Music Latin            | CH53 (1 Wo.)CH | US25 (3 Wo.)US | Latin1 ×7Siebenfachplatin · (57 Wo.)Latin | ES25 (2 Wo.)ES | Erstveröffentlichung: 24. Februar 2017 Verkäufe: 485.000                        |
| 2020 | Alter Ego Sony Music Latin       | — | US67 (1 Wo.)US | Latin1 ×6Sechsfachplatin · (12 Wo.)Latin | — | Erstveröffentlichung: 7. Februar 2020 Verkäufe: 390.000                         |
| 2024 | Llamada perdida Sony Music Latin | — | — | Latin18 ×2Doppelplatin · (1 Wo.)Latin | ES52 (10 Wo.)ES | Erstveröffentlichung: 16. Februar 2024 Verkäufe: 120.000                        |